# Reggimento logistico "Taurinense"
Il Reggimento logistico "Taurinense" è un reparto dell'Esercito italiano che nasce nel 2015 dal cambio di denominazione del 1º Reggimento di manovra alpino, dall'ottobre 2013 nei ranghi della Brigata alpina "Taurinense". 
Si tratta di un'unità logistica operativa in grado di fornire supporto logistico diretto ai reparti "combat" della Brigata alpina "Taurinense", sia in Patria che in missioni fuori del territorio nazionale.

## Storia
Il reggimento trae le sue origini dal I Centro Automobilistico, costituito nell'agosto del 1920 e inquadrato nel I Corpo d'Armata.
Nel 1923 diviene I Raggruppamento Trasporti e nel 1926 nuovamente I Centro Automobilistico, che il 1º luglio 1942 diviene 1º Reggimento autieri.
Soppresso con l'armistizio, nel 1947 viene costituito il I Centro Autieri per il I Comando Militare Territoriale. Nel 1964 diviene 1º Autoreparto misto di Manovra subordinato alla Direzione della Motorizzazione del I Comando Militare Territoriale.
Il 1º ottobre 1990 viene ridenominato 1º battaglione trasporti "Monviso" e il 28 marzo 1991 riceve la Bandiera di Guerra. il 1º luglio 1998 il battaglione viene riorganizzato nel 1º Reggimento logistico di Supporto "Monviso", venendo subordinato al Comando Logistico Area Nord.
Dal 1 febbraio 2001, passato alle dipendenze della Brigata Logistica di Proiezione, assorbendo il Reparto sanità aviotrasportato "Taurinense" ed il Battaglione logistico "Taurinense", assumendo la denominazione di 1º Reggimento di Manovra.
Dal 2015 viene riorganizzato in Reggimento logistico "Taurinense"
Nel febbraio 2024 il reggimento è stato messo a capo del supporto logistico del contingente per il mantenimento della pace in Libano.

## Struttura
- Battaglione logistico
  - Compagnia trasporti
  - Compagnia mantenimento
  - Compagnia rifornimento
- Compagnia di comando e supporto logistico

## Comandanti
- Col. Giovanni De Blasi (2013 - 2014)[1]
- Col. Sergio Conte (2014 - 2016)
- Col. Francesco Paolo Clemente (2016 - 2018)
- Col. Giulio Arseni (2018 - 2021)[3]
- Col. Giuseppe De Luca (2021 - 2023)
- Col. Enrico Pantanella (2023 - in carica)[4]

## Simboli

### Stemma

#### Scudo
Scudo: inquartato: nel primo e nel quarto, d'argento, alla ruota dentata di dodici, munita di sei raggi, d'azzurro; nel secondo e nel terzo, d'azzurro, al toro furioso, d'oro, coronato d'argento e allumato di rosso. Ornamenti esteriori: sullo scudo corona turrita d'oro, sotto lo scudo su lista bifida d'oro, svolazzante, con la concavità rivolta verso l'alto, il motto "Omnia omnibus".